# Insel-Buschratte
Die Insel-Buschratte (Neotoma insularis) ist eine extrem seltene oder bereits ausgestorbene Nagetierart aus der Gattung der Amerikanischen Buschratten (Neotoma). Sie ist oder war auf der Isla Ángel de la Guarda im Golf von Kalifornien endemisch.

## Merkmale
| 1 | · | 0 | · | 0 | · | 3 | = 16 |
| 1 | · | 0 | · | 0 | · | 3 | = 16 |

Die Kopf-Rumpf-Länge beträgt 174 bis 178 mm, die Schwanzlänge 113 bis 162 mm, die Ohrenlänge 27 bis 38 mm und die Hinterfußlänge 30,5 bis 37 mm. Über das Gewicht sind keine spezifischen Daten verfügbar. Die Insel-Buschratte ist eine mittelgroße Art, die der Wüsten-Buschratte (Neotoma lepida) ähnelt. Der Rücken ist rosa-gelbbraun bis grau-gelbbraun. Der Bauch ist heller grau. Die Haarbasis ist grau, die Haarspitzen sind heller. Der kurze Schwanz ist zweifarbig mit einer dunkelgrauen Oberseite und einer hellgrauen Unterseite. Die Schwanzlänge beträgt etwa 71 Prozent der Kopf-Rumpf-Länge. Die Eichel ist kurz, verdickt und mit Ausnahme der distalen Spitze mit Borsten bedeckt. Die Schnauze ist sichtbar kürzer und kräftiger als bei der Wüsten-Buschratte. Die Jochbögen sind vorne und hinten breit quadriert. Das Septum des Schneidezahnlochs besteht aus einem kurzen Pflugscharbeinanteil und einer länglichen Durchbruchsöffnung. Die Paukenblasen sind lang und eng. Das Gebiss ist kräftiger als bei der Wüsten-Buschratte.  Die Zahnformel lautet I 1/1 - C 0/0 - PM 0/0 - M 3/3, insgesamt hat die Insel-Buschratte also 16 Zähne.

## Lebensraum
Die Isla Ángel de la Guarda ist eine sehr trockene Insel mit einer jährlichen Niederschlagsmenge von 100 mm. Die dominierende Vegetation besteht aus Kakteen der Gattung Cylindropuntia, aus Parkinsonien und aus Balsambaumgewächsen. Es ist unklar, ob die Insel-Buschratte alle Habitate in Höhenlagen von 0 bis 1300 m nutzt. Die wenigen bekannten Orte, an denen Exemplare gesichtet wurden, befinden sich an der nördlichen und der südlichen Spitze der Insel, was darauf zurückzuführen ist, dass der Zugang zur Inselmitte schwierig ist.

## Lebensweise
Die Insel-Buschratte ist wahrscheinlich nachtaktiv und ernährt sich bis zu einem gewissen Grad von Kakteen. Weitere Informationen über die Lebensweise sind nicht bekannt.

## Systematik
Die Insel-Buschratte wurde 1912 von Charles Haskins Townsend als eigenständige Art beschrieben. 1932 wurde sie von William Henry Burt als Unterart der Wüsten-Buschratte (Neotoma lepida insularis) klassifiziert. Eine im Jahr 2007 von James L. Patton und Kollegen veröffentlichte Studie kam jedoch zu dem Ergebnis, dass ein Artstatus zu unterstützen ist, da signifikante Unterschiede hinsichtlich der mtDNA-Daten, der Schädelmorphologie und des Penis bestehen.

## Status
Die Insel-Buschratte wurde 2017 in die Kategorie „unzureichende Datenlage“ (data deficient) der IUCN Red List aufgenommen. Daten über die Bestandsentwicklung liegen nicht vor und da eine umfangreiche Suchexpedition im Jahr 1997 ergebnislos verlief, wird bereits das Aussterben dieser Art befürchtet.